# Administración de empresas

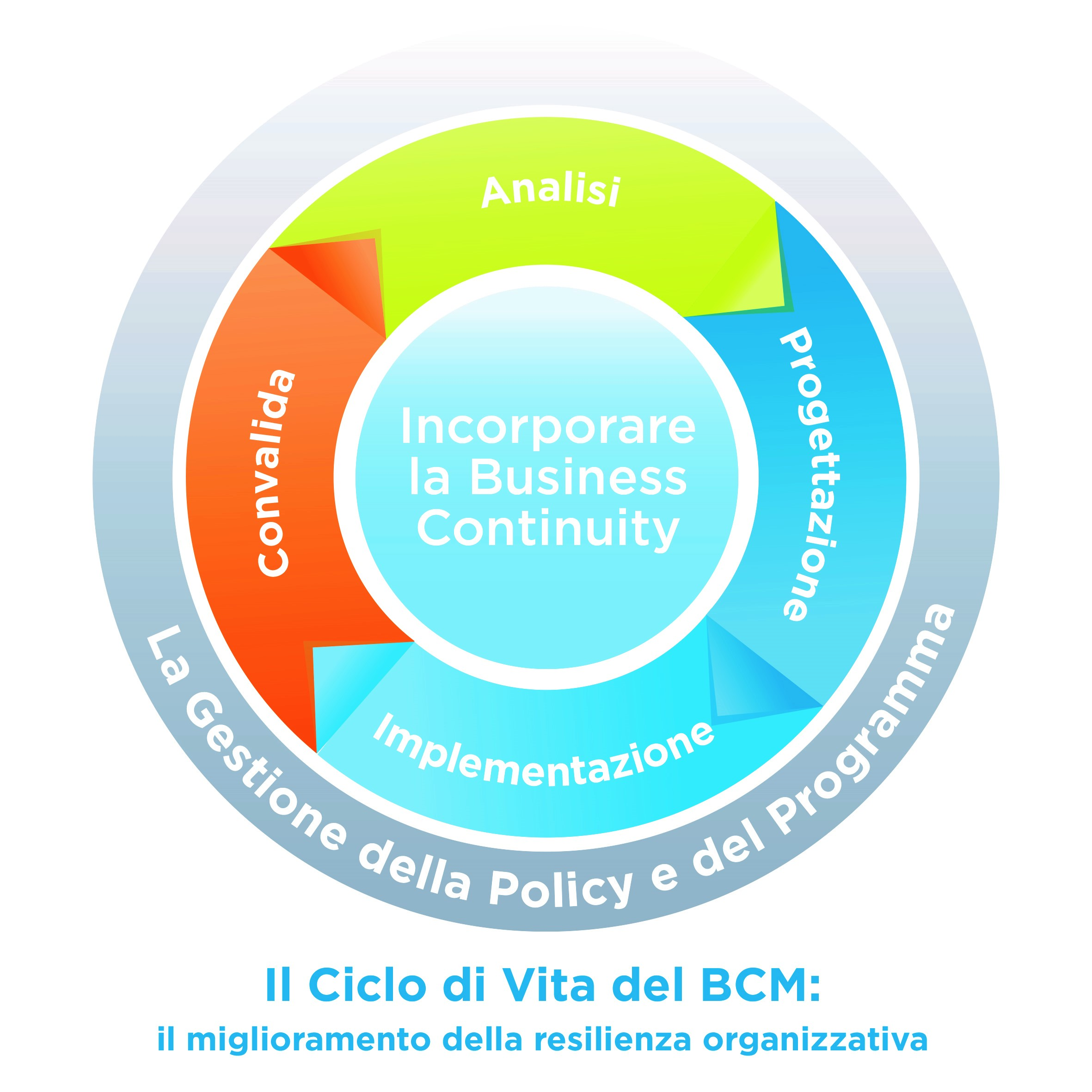
Esquema que hace alusión a la administración de empresas

La administración de empresas, también conocida como dirección de empresas, administración comercial, administración de negocios o ingeniería comercial, es una disciplina que se enfoca en la planificación, organización, dirección y control de los recursos y actividades de una organización para alcanzar sus objetivos de manera eficiente y eficaz. 
Este campo abarca desde la gestión de pequeñas empresas hasta la dirección estratégica de grandes corporaciones, y su enfoque principal es maximizar el uso de recursos humanos, materiales, financieros y tecnológicos para garantizar la sostenibilidad y el crecimiento de las organizaciones. 
Esta disciplina abarca la gestión de diversos recursos, incluyendo humanos, financieros, tecnológicos y materiales, con el propósito de maximizar la productividad y competitividad de la organización. Los administradores de empresas son responsables de la toma de decisiones estratégicas en áreas clave como:
- Estrategia empresarial: Definición de la visión, misión y objetivos a largo plazo de la empresa.
- Gestión de operaciones: Optimización de procesos productivos y operativos.
- Marketing y ventas: Desarrollo de estrategias para la promoción y venta de productos o servicios.
- Gestión financiera: Administración de los recursos financieros, inversiones y presupuestos.
- Gestión de recursos humanos: Selección, formación y motivación del personal.

El objetivo principal de la administración de empresas es mejorar la relación entre productividad, calidad, costos, distribución y logística, así como optimizar los tiempos de producción y fomentar un ambiente laboral eficiente. Esto se logra mediante la implementación de estrategias que promuevan la mejora continua y la adaptación al entorno cambiante del mercado.
Es fundamental que los administradores comprendan que las organizaciones están compuestas por personas cuyas percepciones, experiencias y motivaciones evolucionan con el tiempo. A diferencia de los sistemas mecánicos, donde las piezas desgastadas pueden ser reemplazadas según un programa de mantenimiento, en las organizaciones humanas es esencial considerar el desarrollo y bienestar del personal. Los cambios en el equipo, como la incorporación de nuevos miembros, pueden alterar la dinámica y las expectativas del grupo. Por lo tanto, una gestión efectiva de los recursos humanos es crucial para el éxito organizacional.
En resumen, la administración de empresas es una disciplina integral que busca coordinar y optimizar todos los recursos de una organización para alcanzar sus metas y adaptarse a los desafíos del entorno empresarial actual.

## Historia

### Antecedentes

#### Época primitiva
Los primeros procesos de administración surge como una consecuencia del crecimiento demográfico que llevó a la asociación de esfuerzos para lograr un fin determinado asignado labores a cada miembro del grupo familiar para trabajar como tribu en las actividades de caza, pesca y recolección. Teniendo un jefe de familia que ejercía la autoridad sobre el trabajo a ejercer dependiendo de los sexos y las edades de los individuos. 

#### Periodo agrícola
La caza, pesca y recolección pasaron a un lugar de importancia secundaría en la economía agrícola junto con el sedentarismo señalo el inicio de la civilización permitiendo el surgimiento de comunidades mucho más organizadas. Mesopotamia y Egipto, son los principales representantes de la época en que la clases sociales se organizaban llevando control del trabajo colectivo y del pago de tributos en especies. Los percusores de la administración moderna fueron los funcionarios encargados de aplicar las políticas tributarias del Estado y el manejo de humanos para obras arquitectónicas. 

### Revolución industrial
La administración de empresas ha evolucionado significativamente desde sus orígenes, adaptándose a los cambios sociales, económicos y tecnológicos a lo largo de la historia. Durante la Revolución Industrial en los siglos XVIII y XIX, surgieron nuevas formas de organización y prácticas administrativas debido al crecimiento de las grandes empresas y la necesidad de gestionar eficientemente los recursos en un entorno industrializado. 
En sus inicios, la administración se basaba en métodos organizativos heredados de civilizaciones antiguas, como los egipcios y los sumerios, quienes implementaron sistemas para gestionar recursos y actividades comerciales. Sin embargo, fue en el siglo XIX cuando se establecieron las primeras publicaciones científicas sobre administración, marcando el inicio de su desarrollo como disciplina académica. 
Una de las tendencias más influyentes en la gestión empresarial es la filosofía Kaizen, originaria de Japón. Kaizen, que significa "mejora continua", promueve la implementación de pequeñas mejoras constantes en los procesos de trabajo, involucrando a todos los niveles de la organización. Esta filosofía enfatiza la importancia de la participación activa de todos los empleados en la identificación y solución de problemas, fomentando una cultura de mejora continua y eficiencia. 
El método Kaizen se basa en un enfoque sistemático que incluye:
1. Identificación de problemas o áreas de mejora: Reconocer oportunidades para optimizar procesos o resolver deficiencias.
2. Análisis de causas: Investigar las raíces de los problemas para comprender sus orígenes.
3. Desarrollo de soluciones: Diseñar e implementar acciones correctivas o mejoras.
4. Evaluación de resultados: Medir el impacto de las soluciones aplicadas y ajustar según sea necesario.
5. Estandarización: Formalizar las mejoras exitosas para integrarlas en los procesos habituales.
6. Repetición del ciclo: Continuar buscando oportunidades de mejora de manera constante.

Este enfoque ha sido adoptado globalmente, demostrando su eficacia en la mejora de procesos y la competitividad empresarial. 
En resumen, la administración de empresas ha transitado desde prácticas rudimentarias en civilizaciones antiguas hasta convertirse en una disciplina científica y estratégica. La incorporación de filosofías como Kaizen ha sido fundamental para fomentar una cultura de mejora continua, adaptándose a los desafíos y oportunidades del entorno empresarial moderno.

### Etapas planteadas por Ishikawa para la implementación del mejoramiento continuo
| Identificación, definición del proceso real | - Detectar lo que desean y necesitan los clientes. - Describir el proceso con el nivel de detalle necesario. - Incluir las medidas adecuadas.         |
| Medición y análisis del proceso             | - Estudiar los resultados de las medidas. - Detectar áreas potenciales de mejora. - Elegir las mejoras más prometedoras.                              |
| Identificación de oportunidades de mejora   | - Diseñar y aplicar los cambios para la mejora. - Medir los resultados para comprobar que los cambios son positivos.                                  |
| Estabilización del proceso                  | |
| Plan para la revisión y mejora continua     | - Diseñar medidas de seguimiento dentro del proceso. - Realizar las medidas. - Analizar los resultados. - Tomar acciones para mejorar los resultados. |

## Clasificación de la gestión empresarial según sus diferentes técnicas
La gestión empresarial abarca un conjunto de técnicas que se aplican a la administración de una empresa, y del tamaño de la empresa dependerá la dificultad de la gestión del empresario o productor. El objetivo fundamental de la gestión del empresario es mejorar la productividad, sostenibilidad y competitividad, asegurando la viabilidad de la empresa en el largo plazo.

### Técnicas de gestión empresarial
- Análisis estratégico: Diagnosticar el escenario, identificar los escenarios políticos, económicos y sociales, así como internacionales y nacionales más probables, analizar los agentes empresariales exógenos a la empresa.
- Gestión organizacional o proceso administrativo: Planificar la anticipación de tareas futuras de la empresa y la fijación de la estrategia y las metas u objetivos que la empresa debe cumplir; organizar y determinar las funciones y la estructura necesarias para lograr el objetivo estableciendo la autoridad y asignando responsabilidad a las personas que tendrán a su cargo estas funciones.
- Gestión de la tecnología de información: Aplicar los sistemas de información y comunicación intra y extra empresa a todas las áreas de la empresa, para tomar decisiones adecuadas en conjunto en cuanto al uso de Internet.
- Gestión financiera: Obtener dinero y crédito al menor costo posible, así como asignar, controlar y evaluar el uso de recursos financieros de la empresa, para lograr máximos rendimientos, llevando un adecuado registro contable.
- Gestión de recursos humanos: Utilizar la fuerza de trabajo del modo más eficiente posible preocupándose del proceso de obtención, manutención y desarrollo del personal.
- Gestión de operaciones, logística de abastecimiento y distribución: Suministrar los bienes y servicios que satisfarán las necesidades de los consumidores, transformando un conjunto de materias primas, mano de obra, energía, insumos, información. entre otros factores, en productos finales debidamente distribuidos.
- Gestión ambiental: Contribuir a crear conciencia sobre la necesidad de aplicar, en la empresa y políticas de defensa del medio ambiente.

## Campo que abarca la gestión
Los cambios tecnológicos que se han producido en la sociedad han ampliado el campo de la gestión. En las primeras etapas del desarrollo económico, las empresas se caracterizaban por realizar tareas repetitivas, fáciles de definir. En el taller o en la oficina, el personal sabía exactamente cuál era y seguiría siendo su misión. La labor del director gerente era supervisar la marcha de los trabajos en curso en un proceso reiterativo. El resultado se medía según lo que se producía, y se funcionaba bajo una fuerte disciplina y control riguroso. Había que satisfacer las expectativas de los propietarios de ganar dinero y esa era la mayor motivación. Esta simple interpretación de la gestión que existía entonces sigue aún en pie, como un eco del pasado. Algunos empresarios siguen comportándose como si nada hubiese cambiado. Pero son los zarpazos de la realidad los que han hecho que los empresarios tengan en cuenta muchos otros factores, porque los mercados ya no crecen en función de la oferta, y hay que luchar en mercados muy competitivos y a veces poco recesivos interiormente, sin contar con los problemas de competencia de las empresas foráneas. La automatización, la informática, las nuevas tecnologías de la información y las crecientes expectativas de la sociedad han puesto al descubierto muchas carencias de los directivos españoles. La naturaleza de la gestión se ha hecho más compleja para actuar en función de una serie de prioridades, como es la de conseguir beneficios constantes, por encima de todas ellas.

## Cualidades y conocimientos de un buen gestor
El gerente tiene una responsabilidad especial con sus subordinados, pero si aplica esta responsabilidad únicamente en términos de control y supervisión, no estará cumpliendo con ella. Tiene que establecer un sistema de interrelación. El personal deberá conocer con claridad qué se espera de ellos. El personal deberá participar directamente en la fijación de sus objetivos de trabajo. Esto propiciará la claridad y eficacia de la tarea que hay que desarrollar y hará que el subordinado se sienta más comprometido y dispuesto a colaborar. El personal deberá sentirse apoyado con los recursos físicos y humanos necesarios para lograr sus objetivos. El personal aportará y podrá desarrollar sus propios recursos personales para actuar con mayor eficacia. Por su parte, la empresa le ayudará a conseguirlo mediante el asesoramiento y los consejos permanentes e, incluso, con una formación adicional. El personal deberá recibir información coherente o comentarios críticos sobre su actuación. Si bien habrá que criticar a veces su actuación, esto le servirá de incentivo y no de amenaza coercitiva que pueda lesionar su autoestima. Conseguir estos objetivos en las relaciones personales y el respaldo sin límites de la dirección supone mayor recompensa que los meros incentivos económicos.

## Actividad de índole empresarial que se propone mejorar la competitividad y la productividad de una compañía
Para que una gestión determinada sea óptima y por ende, dé buenos resultados no solamente deberá hacer mejor las cosas, sino que deberá mejorar aquellas cuestiones que influyen directamente en el éxito y eso será asequible mediante la reunión de expertos que ayuden a identificar problemas, arrojen soluciones y propongan nuevas estrategias, entre otras cuestiones.
La gestión de este tipo deberá considerar una serie de factores, entre ellos financieros, productivos y logísticos, por citar los más importantes. Los profesionales, individuos que se dedican a la gestión empresarial, deben sí o sí dominar todos estos condicionantes para poder triunfar en el tema y que la empresa que dirigen sea exitosa.

## Preparación formal y experiencia
Debido a la relevancia de la que, hoy en día, dispone esta actividad dentro de las empresas, han proliferado las carreras que justo forman a profesionales en este asunto específico. Normalmente son las facultades de ciencias económicas y empresariales las que dictan este tipo de formación profesional. Ahora bien, no todos los factores que intervienen en la gestión empresarial se aprenden en el marco universitario formal; acompañando a la educación debe estar presente la experiencia que se ostente en el campo, y esta última es fundamental. Los conocimientos teóricos son importantísimos, pero la gestión empresarial, asimismo, atañe a otros tantos aspectos que están asociados a la planificación y a la toma de decisiones que están más bien vinculados a la práctica que se tenga en este campo, y ni hablar de la influencia de la personalidad que se demanda por parte de quienes tienen a cargo esta tarea, ya que se requieren una serie de condiciones de mando y de creatividad para poder llevarla a cabo de manera eficiente.

## Funciones
Existen cuatro funciones fundamentales que la administración de la empresa deberá cumplir para lograr una gestión eficiente que produzca buenos resultados: 
- La planificación, a partir de la cual se combinarán los recursos en orden para producir nuevos proyectos que puedan resultar redituables para la empresa.
- La organización, vital a la hora de agrupar todos aquellos recursos con los cuales cuenta la empresa para, tras tener una idea, promover que trabajen en conjunto y en línea para obtener de ellos un mejor aprovechamiento y así tan solo esperar los buenos resultados.
- La comunicación, o mejor dicho, un buen nivel de comunicación entre los administradores y los empleados; esto resulta ser imprescindible si se quiere disponer de un buen clima de trabajo y así aumentar la eficacia.
- El control de la gestión aplicado a la administración, porque solo así será posible cuantificar el progreso que, por ejemplo, ha observado el personal respecto de aquellos objetivos que se le marcaron al comienzo de una estrategia o plan. Y a esta altura de los acontecimientos no podemos soslayar que el panorama actual implica constantes cambios en los mercados, sumado también a los movimientos y desarrollos constantes que se producen en ámbitos como la tecnología y la comunicación, tan vinculados con la gestión empresarial, por caso, el contexto se va complejizando y así es que es necesario la implementación de nuevos modelos, más dinámicos, en materia de gestión y que justamente se adapten a estos cambios corrientes y de este modo poder competir con éxito en los mercados en los que se intervienen.

## En los estudios universitarios
La carrera de Ciencias Empresariales se refiere al tipo de estudios universitarios enfocados en a la gestión de empresas. Los profesionales graduados en este tipo de carreras se preparan para todas aquellas funciones y procesos derivados de la gestión empresarial, incluyendo de este modo actividades de comercialización, administración, producción, financiación, etc.
Las titulaciones en Ciencias Empresariales pueden ser superiores (4 o más años), o de ciclo corto, es decir, de tres años conducentes a la formación de profesionales en las mismas actividades que antes se asignaban a los Titulados en Estudios Mercantiles o en la carrera de Comercio.
Tienen como contenidos básicos asignaturas como el Derecho de Sociedades, Dirección Comercial, Dirección Financiera, Economía (micro y macro), Economía Política, Contabilidad de Costos, Contabilidad Financiera, Contabilidad Aplicada, Sistema Tributario, Matemática Financiera, Informática Aplicada a la Gestión de la Empresa, Matemática y Estadística Aplicada a la Empresa, Organización y Administración de Empresas.

### Administración de negocios internacionales
El término negocios internacionales alude a todas las transacciones comerciales (privadas y gubernamentales; ventas, inversiones, logística y transporte) que se llevan a cabo entre dos o más personas, regiones, ciudades y/o naciones dentro de los límites políticos. Usualmente las compañías privadas emprenden dichas transacciones redituables; el gobierno las emprende por lucro o por política. Se refiere a todos los negocios con actividades que involucren transacciones entre fronteras para bienes, servicios entre dos o más naciones, transacciones por recursos económicos,incluido el capital, las habilidades, las personas, etcétera, para producción internacional de bienes físicos y servicios, así como para finanzas, bancos, aseguranzas, construcción y otros.
Una empresa multinacional es una empresa que tiene un enfoque a nivel mundial en los mercados y la producción con una operación o más de un país. A menudo se llama corporación multinacional o empresa transnacional. Las multinacionales más conocidas se encuentran empresas de comida rápida como McDonald's y Yum! Brands (dueños de Taco Bell, KFC y Pizza Hut), los fabricantes de vehículos como General Motors, Ford Motor Company y Toyota, compañías de electrónica de consumo como Samsung, LG y Sony, y las empresas de energía, tales como ExxonMobil, Shell y BP. La mayor parte de las corporaciones más grandes operan en varios mercados nacionales e internacionales.
La administración de negocios internacionales se centra en las disciplinas empresariales clave dentro de un contexto internacional, ya sean los fundamentos de finanzas, el marketing, las cadenas de suministro, los recursos humanos y las operaciones. Para ello, se aplican técnicas, conceptos y procesos administrativos basados en el entorno global actual y en algunas necesidades emergentes. El administrador de negocios internacionales debe tener nociones sobre finanzas, política y aspectos legales ligados a las empresas multinacionales.
Estas tendencias están transformando la forma en que las organizaciones operan y compiten en el mercado global.

### Tendencias modernas en la administración de empresas
En la era digital, la administración de empresas ha evolucionado para adaptarse a nuevos desafíos y oportunidades. Algunas de las tendencias más relevantes incluyen:
1. Digitalización y automatización: Las empresas están adoptando tecnologías como la inteligencia artificial, el big data y la robótica para optimizar procesos y mejorar la toma de decisiones.
2. Gestión remota: El teletrabajo y los equipos distribuidos han ganado relevancia, especialmente después de la pandemia de COVID-19, lo que ha llevado a las empresas a implementar herramientas de colaboración en línea.
3. Sostenibilidad: La responsabilidad social corporativa y la gestión ambiental se han convertido en pilares estratégicos para las organizaciones que buscan un impacto positivo en la sociedad y el medio ambiente.
4. Agilidad organizacional: Las metodologías ágiles, como Scrum y Kanban, se están aplicando no solo en proyectos tecnológicos, sino también en la gestión general de empresas.

Fuentes sugeridas:
Libro: "Administración moderna" por Stephen P. Robbins.
Artículo: "Digital Transformation in Business" publicado en Harvard Business Review.
Informe: "Tendencias globales en gestión empresarial" por McKinsey & Company.